# 필 티페트

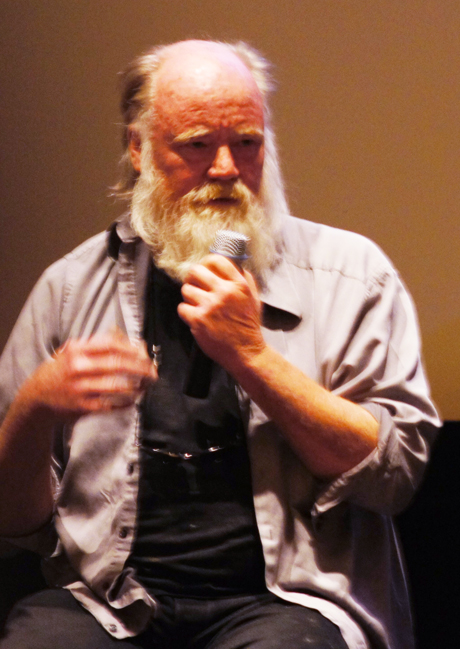

필 티페트(영어: Phil Tippett 필 티핏[*], 영어 발음: /ˈtɪpɪt/, 1951년 9월 27일 ~ )는 미국의 영화 감독이자 아카데미상과 에미상을 수상한 시각 효과 감독이자 프로듀서이다. 크리어처 디자인, 스톱모션, 컴퓨터로 만드는 캐릭터 애니메이션을 전문으로 한다. ILM과 드림웍스를 도왔으며 1984년 자신의 기업 티핏 스튜디오를 설립했다.
캘리포니아주 버클리에서 태어났다. 7살에 티핏은 레이 해리하우젠의 특수효과고전작 신밧드의 7번째 모험을 보았고 그의 삶의 방향이 정해졌다.

## 참여 작품
- 스타워즈 (영화)
- 피라냐 (1978년 영화)
- 제국의 역습
- 용과 마법 구슬
- 제다이의 귀환
- 인디아나 존스: 미궁의 사원
- 하워드 덕
- 로보캅
- 윌로우 (1988년 영화)
- 애들이 줄었어요
- 로보캅 2
- 쥬라기 공원 (영화)
- 드래곤하트
- 스타십 트루퍼스 (영화)
- 에볼루션 (영화)
- 스타쉽 트루퍼스 2
- 스파이더위크가의 비밀 (영화)
- 뉴문 (2009년 영화)
- 이클립스 (2010년 영화)
- 브레이킹 던 part 1
- 브레이킹 던 part 2
- 쥬라기 월드
- 스타워즈: 깨어난 포스
- 쥬라기 월드: 폴른 킹덤